# Cylindromyia marginalis
Cylindromyia marginalis är en tvåvingeart som först beskrevs av Christian Rudolph Wilhelm Wiedemann 1824.  Cylindromyia marginalis ingår i släktet Cylindromyia och familjen parasitflugor. Inga underarter finns listade i Catalogue of Life.